# Köpenhamns metro
|  |  | Urban tunnel straight track | Urban tunnel station on track |

|  |  | Urban tunnel station on track | Urban tunnel straight track |

|  |  | Urban tunnel straight track | Urban tunnel station on track |

|  |  | Unknown BSicon "utABZg+l" | Unknown BSicon "utSTRr" |

|  |  | Urban tunnel station on track |

|  | Unknown BSicon "utSTR+l" | Unknown BSicon "utABZgr" |  |

|  | Urban tunnel station on track | Urban tunnel straight track |  |

|  | Urban tunnel straight track | Urban tunnel station on track |  |

|  | Urban tunnel station on track | Urban tunnel straight track |  |

|  | Urban tunnel station on track | Urban tunnel straight track |  |

|  |  | Urban tunnel straight track | Urban tunnel station on track |

|  |  | Urban tunnel station on track | Urban tunnel straight track |

|  |  | Urban tunnel straight track | Urban tunnel station on track |

|  |  | Unknown BSicon "utABZg+l" | Unknown BSicon "utSTRr" |

|  |  | Urban tunnel station on track |

|  | Unknown BSicon "utSTR+l" | Unknown BSicon "utABZgr" |  |

|  | Urban tunnel station on track | Urban tunnel straight track |  |

|  | Urban tunnel straight track | Urban tunnel station on track |  |

|  | Urban tunnel station on track | Urban tunnel straight track |  |

|  | Urban tunnel station on track | Urban tunnel straight track |  |

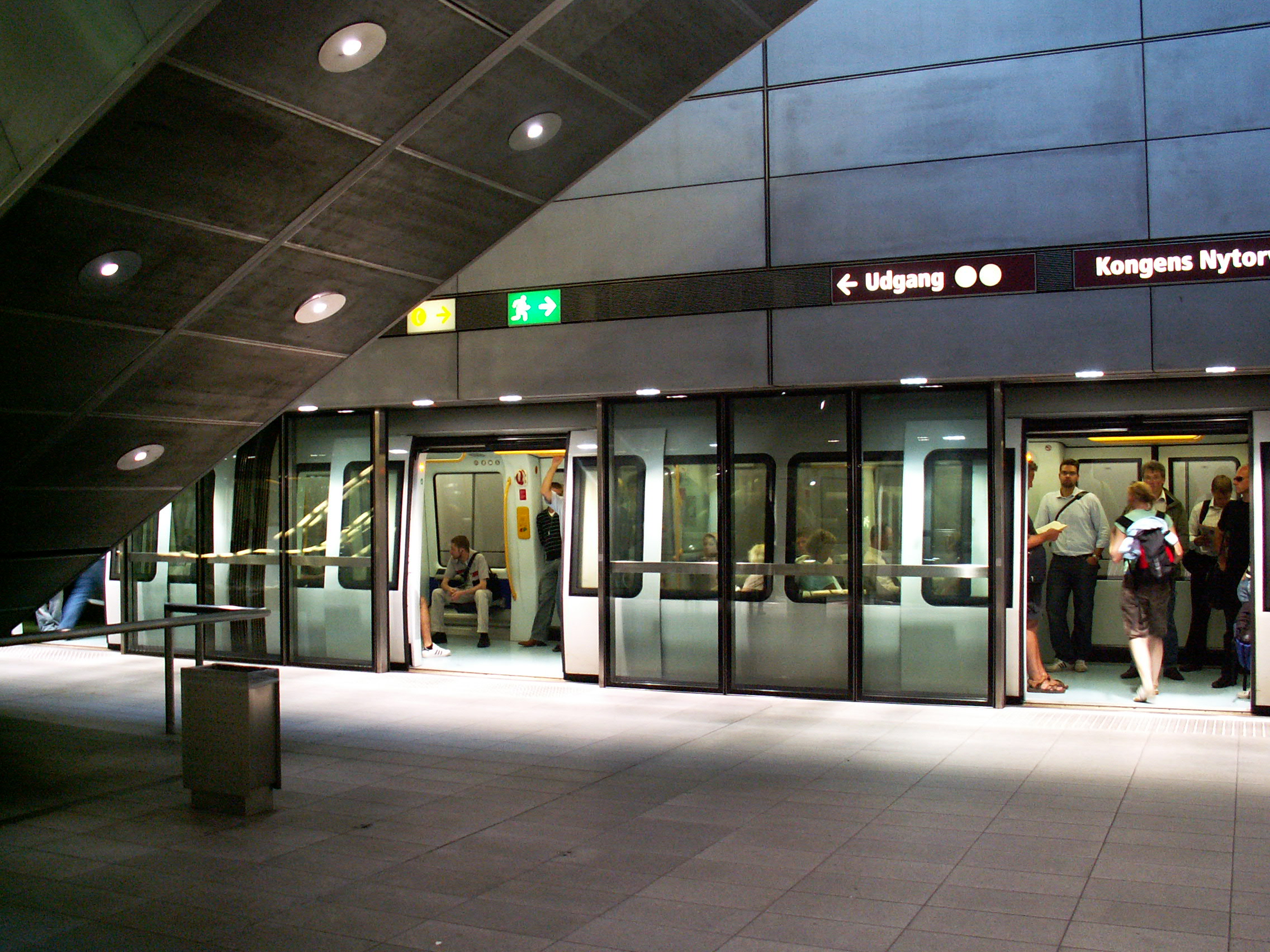
Kongens Nytorv

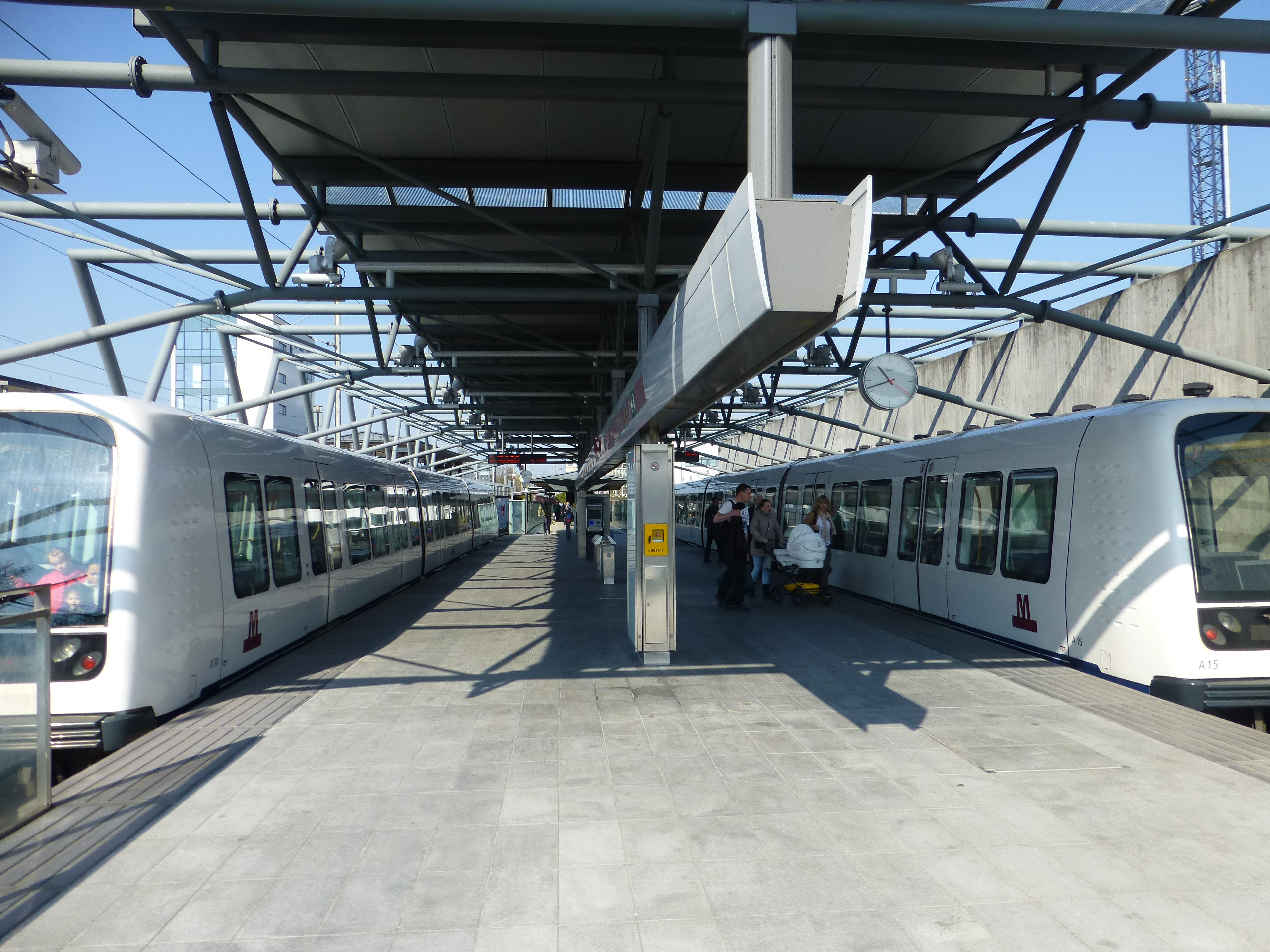
Vanløse

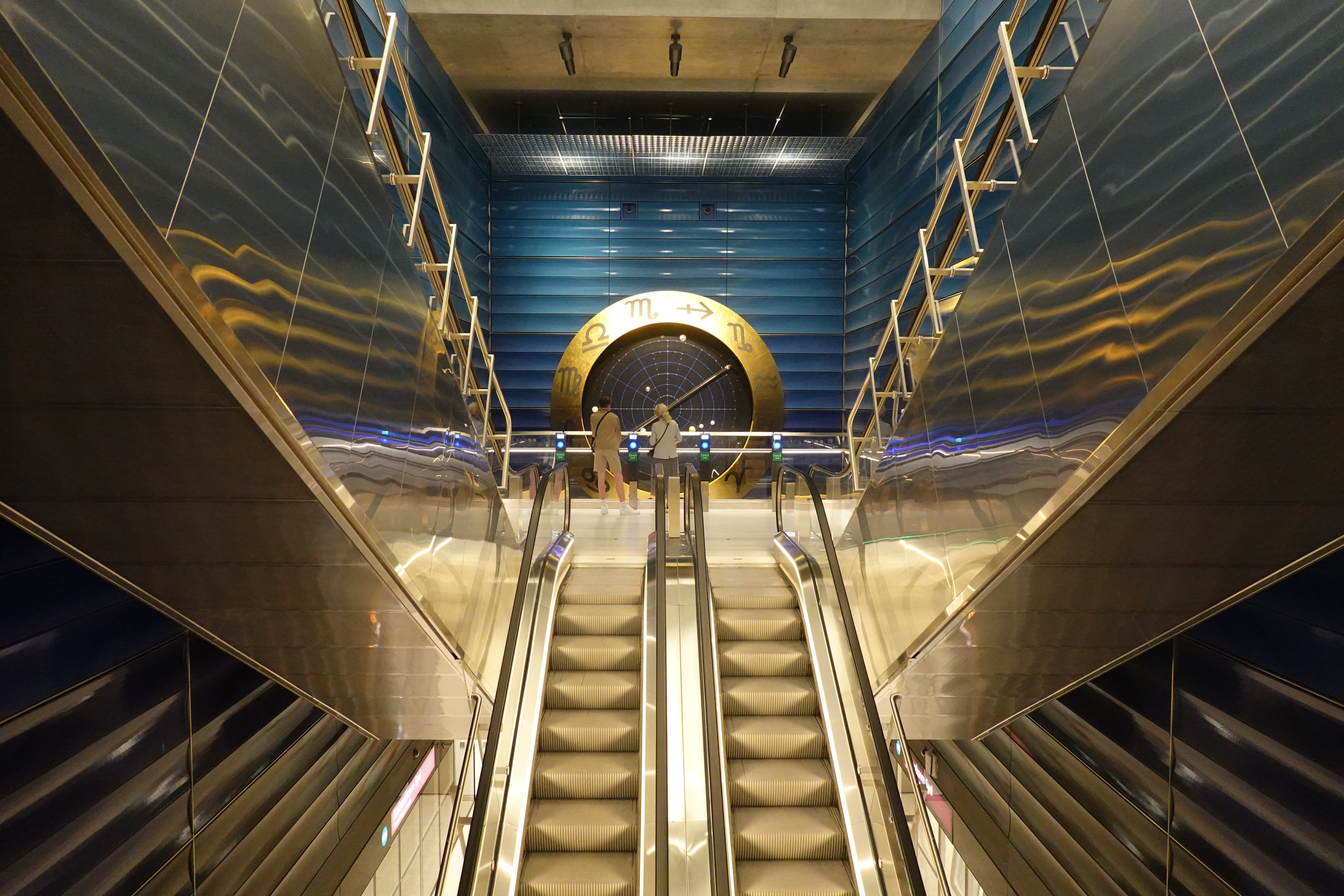
Rulltrappor på København Syd

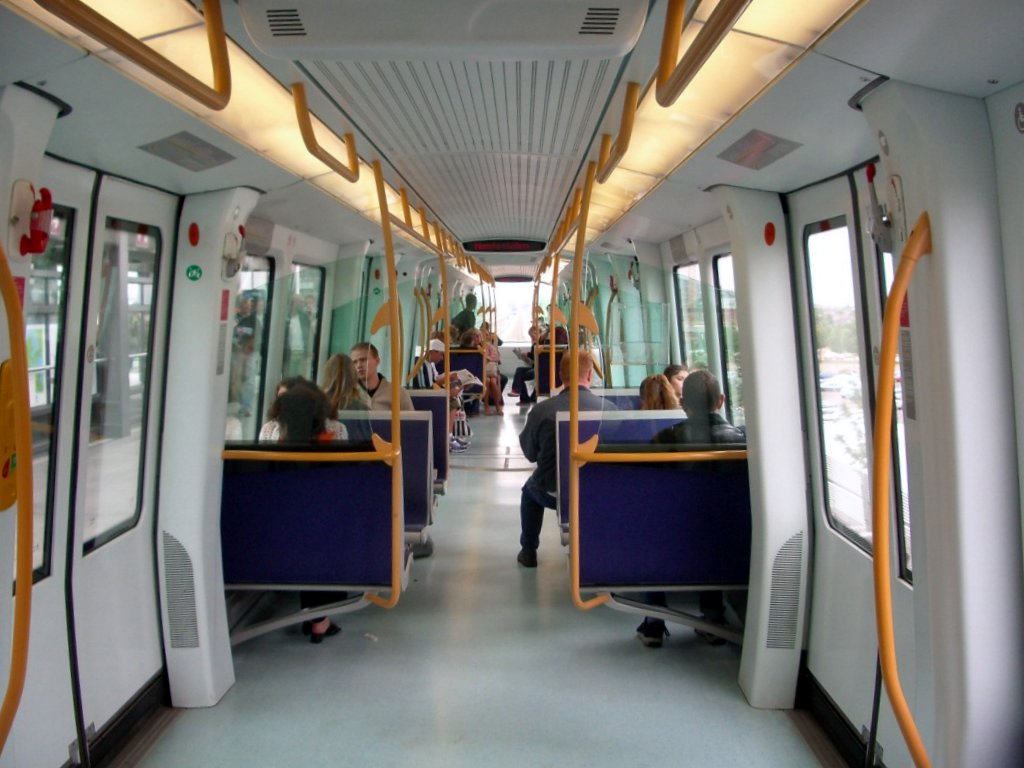
Metrovagn.

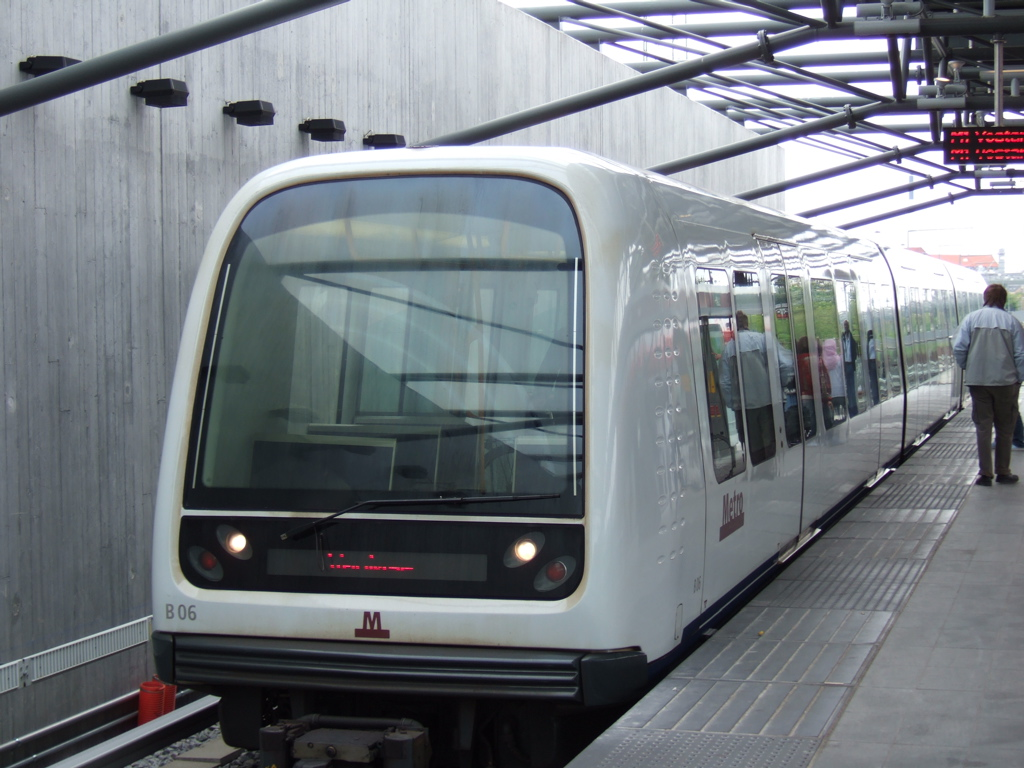
Metrotåg.

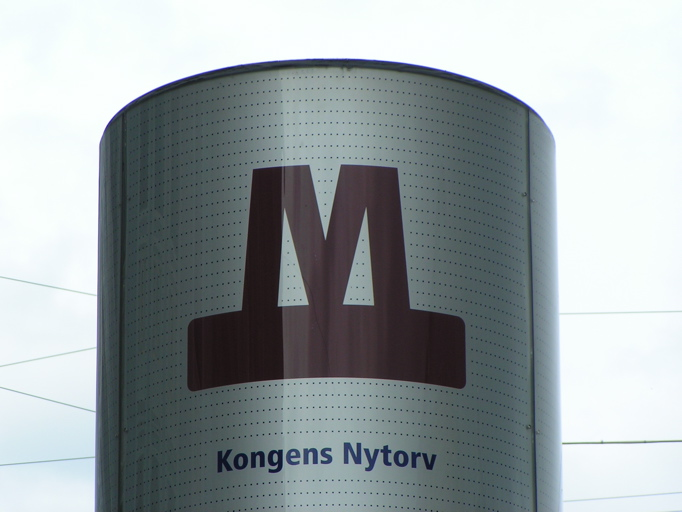
Symbolen för Köpenhamns tunnelbana.

Köpenhamns metro (danska: Københavns Metro) är ett tunnelbanesystem i Köpenhamn som består av fyra linjer med 44 stationer i två separata system, M1 + M2 samt M3 + M4. Trots de korta tågen (med 39 meters längd och maximalt 300 passagerare) gör den höga turtätheten att kapaciteten är högre än i många andra tunnelbanor (M1 & M2 från Valby till Christianshavn) 8 400 passagerare per timme. Likaså har (M3 & M4) samma kapacitet mellan Østerport och Københavns Hovedbanegård. 
Tågen är förarlösa och går dagtid med 2 eller 4 minuters intervall. Tunnelbanan går dygnet runt och nattetid sjunker frekvensen till ett tåg var 10:e eller var 20:e minut. Metron har drygt en miljon påstigande passagerare per vecka (2009). Turtätheten i rusningstid är 4 minuter på vardera linje, vilket ger 2-minuterstrafik på den gemensamma sträckan.
Linje M1 och M2 (vilka sammanfaller på en lång del) är sammanlagt 20,5 kilometer långa med dubbelspår på båda linjerna, varav knappt 9 kilometer i tunnel. Övriga sträckor går mestadels som högbana (speciellt grenen mot Vestamager, M1). Metron har bland annat en station vid Köpenhamns flygplats samt ansluter till S-tågen, regionaltåg och Öresundståg vid flera stationer. Linje M3 går under jord i en cirkel under den centrala staden. Linje M4 har en gemensam sträckning i centrum med M3 och går till Nordhavnen och Sydhavnen.
De flesta stationer är placerade några få meter högre än banan strax före respektive efter stationen. Detta ger både lite "gratis" inbromsning före stoppet vid stationen, samt lite extra acceleration när tåget startar igen. Detta gäller även många av stationerna som inte ligger i tunnel. Plattformarna är inte anpassade för längre tåg i framtiden. Samtliga underjordiska stationer använder dubbla dörrar (en dörr på tåget och en på stationen), orsaken till detta är främst säkerhet, att ingen ska ramla ned på spåret.
Köpenhamn har även ett större 170 km långt lokaltågssystem, kallat S-tågen. Detta har de flesta egenskaper som en tunnelbana brukar ha, men antalet tunnlar är litet. Delar av systemet går istället som högbana, men vanligast är att tågen kör i öppna tråg. Metron bygges för att komplettera S-tågtrafiken, bland annat mellan Frederiksberg och Vanløse där det tidigare gick S-tåg.

## Historik
Metroprojektet baserades på en rapport om framtidens transporter i Köpenhamn, som lades fram 1992. Delar av ön Amager planerades för ny bebyggelse. Köpenhamns stads plan var att bygga ut en tunnelbana som en del av expansionen för att utveckla området Ørestad i samband med byggandet av Öresundsbron. Området hade inga pendeltågslinjer och därför ville man skapa ett nytt system. Även andra redan tätbebyggda områden såsom Christianshavn och Amagerbro saknade spårbunden trafik och hade inte utrymme för järnväg på marken. Alternativet var spårväg i gator. Metron sågs ha fördelar med sin stora kapacitet och högre hastighet. Man såg också säkerheten som en viktig del. År 1996 fastslogs planerna på tunnelbanan. Ett alternativ som diskuterats tidigare var fler S-banor i tunnel, under benämningen "tunnelbane"[källa behövs], men ett nytt slags system valdes. Fördelen jämfört med utbyggd S-bana var lägre kostnad genom kortare stationer och smalare och lägre tunnlar. Byggandet började 1997.
Den första etappen av Metron öppnades den 19 oktober 2002 och sträckan Lergravsparken–Lufthavnen (numera benämnd Københavns Lufthavn) den 28 september 2007. Line M3 (Cityringen) öppnades den 29 september 2019 och för Line M4 (Nordhavn) ägde öppnandet rum 28 mars 2020.
Metron har finansierats med kommunalt garanterade lån, som tagits av metrobolaget. Man hoppas att höjning av värdet på mark som kommunen ägde (och som sålts billigt till metrobolaget), och försäljning av mark, ska finansiera metron. Ett område som man särskilt mycket inriktat sig på för detta är Ørestad, där bland annat ett stort köpcentrum byggts (Field's), kontor och många bostäder.
Cityringen (M3) har en anslutande linje, M4. Dragningen av linjen bestämdes år 2012. Den 2,3 kilometer långa norra delen av linje M4 till Nordhavn, i en gren från Østerport via Nordhavns S-tågstation till Orientkaj, blev färdig 2020. En ombyggnad av i princip hela norra delen av hamnen, från Nordhavnen till Refshaleøen och Prøvestenen pågår. I avtalet mellan stat och kommun från den 2 december 2005 ingick förlängning av Nordhavnsdelen. 
Den så kallade Sydhavnslinjen, en förlängning av M4 från Københavns Hovedbanegård (centralstationen) till København Syd station (tidigare namn Ny Ellebjerg), med fem nya stationer: Havneholmen, Enghave Brygge, Sluseholmen, Mozarts Plads och København Syd invigdes den 22 juni 2024. Liksom i Nordhavnen har metron i Sydhavnen byggts i ett äldre hamnområde där man byggt nya bostäder.

## Förarlösa tåg
Systemet är helt automatiskt, varför det inte finns några förarhytter i tågen. I nödfall kan dock tågen köras manuellt av förare. Längst fram i tågen finns det en lucka som kan öppnas där det finns utrustning för att köra tågen manuellt. Samtliga underjordiska stationer är försedda med speciella säkerhetsväggar i glas. Säkerhetsväggarna är försedda med dörrar som är placerade exakt anpassat efter tågens dörrar. När tågens dörrar öppnas aktiveras även säkerhetsväggarnas dörrar och öppnas samtidigt. Dörrarna kan också öppnas manuellt om systemet inte skulle fungera. Om tåget skulle stanna på felaktig plats på stationen och tågets dörrar inte hamnar rätt i förhållande till säkerhetsväggarnas dörrar, går det även att nödöppna väggarna så att passagerarna ändå kan komma ut.
Eftersom det är förarlösa tåg kan man köra tätare och kortare tåg. Med förare skulle det vara mer ekonomiskt att köra färre tåg med glesare tidtabell. Linjerna har jämförelsevis lågt antal passagerare jämfört med utländska system eftersom de mest efterfrågade resvägarna täcks av S-tågen. Tågen är 39 meter långa (vilket är mer likt spårvagnar än traditionella tunnelbanor), och har tre vagnar som är 13 meter långa vardera. Tågen kan ta 96 sittande och 204 stående passagerare, och maxfarten är 80 km/h.
Tågen är levererade av det italienska bolaget AnsaldoBreda. AnsaldoBreda har fått kontrakt att leverera fler liknande tåg till utbyggnaden av Köpenhamns metro. AnsaldoBreda har även fått kontrakt att leverera liknande förarlösa tåg till Brescia (39 m långa, i drift 2013), Milano (50 m långa, i drift 2013), Rom (109 m långa, i drift 2014), Taipei (68 m långa, i drift 2020), Thessaloniki (51 m långa, i drift 2024).

## Linjer
Metron har fyra linjer: M1, M2, M3 och M4 med totalt 44 stationer.
| Linje  | Sträcka                                                                                                 | Öppnad | Längd   | Stationer |
| ------ | --- | ------ | ------- | --------- |
| M1     | Vanløse - Frederiksberg - Nørreport - Kongens Nytorv - Christianshavn - Ørestad - Vestamager            | 2002   | 13,1 km | 15        |
| M2     | Vanløse - Frederiksberg - Nørreport - Kongens Nytorv - Christianshavn - Amagerbro - Københavns Lufthavn | 2002   | 14,2 km | 16        |
| M3     | København H - Frederiksberg - Nørrebro - Østerport - Kongens Nytorv - København H                       | 2019   | 15,5 km | 17        |
| M4     | København Syd - København H - Kongens Nytorv - Østerport - Nordhavn - Orientkaj                         | 2020   | 10,2 km | 13        |
| Totalt | Totalt                                                                                                  |        | 43,3 km | 44        |

Metron har anslutning till S-tågen bland annat vid København H och Nørreport station, Danmarks mest använda järnvägsstation, samt i Vanløse, Flintholm, Østerport, Nørrebro, Nordhavn och København Syd. Det finns anslutning med Re-tåg i København H, Nørreport, Østerport, Ørestad, Københavns Lufthavn och København Syd. För att ta sig mellan en metrostation och ett fjärrtåg kan man byta vid København H, Københavns Lufthavn, Nørreport eller København Syd.
Metron räknas i Danmark som en sorts järnväg, även om den har egna standarder och inga andra tåg kan gå där. Även Köpenhamns S-tåg har stora likheter med ett tunnelbanenät. Det är tekniskt sett fråga om två separerade system med helt egna spår, där båda systemen kör såväl ovan mark som under.
Utöver dessa tåg finns de så kallade "Re-tågen" (yttergående pendeltåg) till vilka Öresundstågen räknas på den danska sidan. Dessa tåg kör på ordinarie järnväg på längre sträckor ut ur HUR-området på båda sidor om sundet. Inom HUR-området är biljettsystemet gemensamt med Metro, S-tåg och lokalbussar. Förutom S-tågen, Metron och Re-tågen finns i Köpenhamns närhet även lokalbanan Jægersborg–Nærum. En snabbspårväg, Hovedstadens Letbane, är under byggnad.

## Föreslagna utbyggnader
Den tidigare idén om metro till det så kallade "nordvästkvarteret" (från Nørrebro och norrut, omkring Brønshøj, Bispebjerg, Høje Gladsaxe) verkar för närvarande (2009) få vänta då medel ej anslagits till en tunnelanslutning.
Flera kommuner väster om Köpenhamn vill att linje M4 förlängs via København Syd till Hvidovre Hospital och Rødovre Centrum.
Ett förslag på metrotunnel till Malmö har nämnts 2011 av socialdemokraterna Ilmar Reepalu, kommunstyrelseordförande i Malmö och Frank Jensen, överborgmästare i Köpenhamn. 2012 inleddes en förstudie med stöd från EU:s interregfond. 2017–2020 genomfördes en fjärde fas av förstudien, som dock blev ett halvår försenad på grund av coronapandemin. En sammanfattande rapport publicerades år 2021. År 2018 uppgavs den förväntade kostnaden för en Öresundsmetro vara minst 40 miljarder kronor. Det finns förhoppningar att den kan vara klar till 2035 eller 2040.
I februari 2023 rapporterades det att processen tagit ytterligare steg, då en majoritet av Köpenhamnspolitiker sa ja till en fördjupande utredning. I juni 2024 beslöt Malmös kommunfullmäktige om fördjupad översiktsplan med bland annat plan för nya stationer i Malmö.. Planerna inkluderar tre stationer och 2025 fattar Köpenhamns kommunfullmäktige beslut om hur den nya linjen, M5, ska dras.

### M5
I mars 2025 beslöt de danska myndigheterna att låta bygga en ny metrolinje med nio stationer från  Københavns Hovedbanegård til den konstgjorda ön Lynetteholmen. Den första etappen, som beräknas vara klar år 2036, kommer att vara underjordisk och gå från  centralstationen till Prags Boulevard på Amager. Etappen till Lynetteholmen kommer att gå ovan jord och beräknas tas i drift år 2045.